# Le Roi est mort, vive le Roi! (альбом)
Le Roi Est Mort, Vive Le Roi! — третий студийный альбом музыкального проекта Enigma, вышедший 25 ноября 1996 года.

## Об альбоме
Le Roi Est Mort, Vive Le Roi! был первым компакт-диском Enigma, выпущенным одновременно во всем мире. Первоначально выпуск альбома был запланирован на более поздний срок, но был перенесен из-за беременности Сандры Крету. В конце концов, стало очевидно, что выпуск альбома стремятся приурочить к предстоящему рождеству.
Первые вышедшие 3,5 миллиона копий альбома дали возможность судить о нём, как о музыкальном «детище» двух предыдущих альбомов, не революционном, а базирующемся на существующих звуках и стиле. 
Художественное оформление этого альбома впервые выполнил немецкий фотограф и график Йоганн Цамбрыски.

## Список композиций
1. Le Roi Est Mort, Vive Le Roi! (01:57)
2. Morphing Thru Time (05:47)
3. Third Of It’s Kind (00:19)
4. Beyond The Invisible (05:05)
5. Why!… (04:59)
6. Shadows In Silence (04:21)
7. The Child In Us (05:00)
8. T.N.T. For The Brain (04:26)
9. Almost Full Moon (03:25)
10. The Roundabout (03:38)
11. Prism Of Life (04:54)
12. Odyssey Of The Mind (01:41)

Би-сайд: «Light Of Your Smile» (05:14) (Сингл «Beyond The Invisible»)

## Синглы
| Обложка | Название                          | Треклист | Награды |
| ------- | --------------------------------- | --- | --- |
|         | Beyond The Invisible (21.10.1996) | 1. «Beyond The Invisible (Radio Edit)» (04:30) 2. «Almost Full Moon» (03:40) 3. «Beyond The Invisible (Album Version)» (05:04) 4. «Light Of Your Smile» (05:14) 5. «Beyond The Invisible (Short Radio Edit)» (03:42) | - Финляндия — 6 - Латвия — 7 - Норвегия — 13 - Великобритания — 26 - Франция — 31 - Швейцария — 36 - Германия — 40 - Евросоюз — 46 - США — 81 |
|         | T.N.T. For The Brain (17.02.1997) | 1. «T.N.T. For The Brain (Radio Edit)» (04:00) 2. «T.N.T. For The Brain (Midnight Man Remix)» (05:52) 3. «T.N.T. For The Brain (Album Version)» (04:34) 4. «T.N.T. For The Brain (Instrumental Mix)» (04:07)         | - Великобритания — 27 |

## Участники записи
- Мишель Крету — автор музыки и слов, вокал, продюсер, аранжировка, программирование, звукорежиссура
- Сандра Крету — вокал
- Петер Корнелиус — гитара («The Child In Us»)
- Луиза Стенли — вокал
- Девид Файрстейн — автор слов
- DJ Quicksilver — ремикс на «The Roundabout»
- Йоганн Цамбрыски[нем.] — художник